# 1334
Portal Geschichte | Portal Biografien | Aktuelle Ereignisse | Jahreskalender | Tagesartikel

◄ |
13. Jahrhundert |
14. Jahrhundert
| 15. Jahrhundert | ►

◄ |
1300er |
1310er |
1320er |
1330er
| 1340er | 1350er | 1360er | ►

◄◄ |
◄ |
1330 |
1331 |
1332 |
1333 |
1334
| 1335 | 1336 | 1337 | 1338 | ► | ►►
Staatsoberhäupter  · Nekrolog
| Januar | Januar | Januar | Januar | Januar | Januar | Januar | Januar |
| Kw     | Mo     | Di     | Mi     | Do     | Fr     | Sa     | So     |
| ------ | ------ | ------ | ------ | ------ | ------ | ------ | ------ |
| 52     |        |        |        |        |        | 1      | 2      |
| 1      | 3      | 4      | 5      | 6      | 7      | 8      | 9      |
| 2      | 10     | 11     | 12     | 13     | 14     | 15     | 16     |
| 3      | 17     | 18     | 19     | 20     | 21     | 22     | 23     |
| 4      | 24     | 25     | 26     | 27     | 28     | 29     | 30     |
| 5      | 31     |        |        |        |        |        |        |

| Februar | Februar | Februar | Februar | Februar | Februar | Februar | Februar |
| Kw      | Mo      | Di      | Mi      | Do      | Fr      | Sa      | So      |
| ------- | ------- | ------- | ------- | ------- | ------- | ------- | ------- |
| 5       |         | 1       | 2       | 3       | 4       | 5       | 6       |
| 6       | 7       | 8       | 9       | 10      | 11      | 12      | 13      |
| 7       | 14      | 15      | 16      | 17      | 18      | 19      | 20      |
| 8       | 21      | 22      | 23      | 24      | 25      | 26      | 27      |
| 9       | 28      |         |         |         |         |         |         |

| März | März | März | März | März | März | März | März |
| Kw   | Mo   | Di   | Mi   | Do   | Fr   | Sa   | So   |
| ---- | ---- | ---- | ---- | ---- | ---- | ---- | ---- |
| 9    |      | 1    | 2    | 3    | 4    | 5    | 6    |
| 10   | 7    | 8    | 9    | 10   | 11   | 12   | 13   |
| 11   | 14   | 15   | 16   | 17   | 18   | 19   | 20   |
| 12   | 21   | 22   | 23   | 24   | 25   | 26   | 27   |
| 13   | 28   | 29   | 30   | 31   |      |      |      |

| April | April | April | April | April | April | April | April |
| Kw    | Mo    | Di    | Mi    | Do    | Fr    | Sa    | So    |
| ----- | ----- | ----- | ----- | ----- | ----- | ----- | ----- |
| 13    |       |       |       |       | 1     | 2     | 3     |
| 14    | 4     | 5     | 6     | 7     | 8     | 9     | 10    |
| 15    | 11    | 12    | 13    | 14    | 15    | 16    | 17    |
| 16    | 18    | 19    | 20    | 21    | 22    | 23    | 24    |
| 17    | 25    | 26    | 27    | 28    | 29    | 30    |       |

| Mai | Mai | Mai | Mai | Mai | Mai | Mai | Mai |
| Kw  | Mo  | Di  | Mi  | Do  | Fr  | Sa  | So  |
| --- | --- | --- | --- | --- | --- | --- | --- |
| 17  |     |     |     |     |     |     | 1   |
| 18  | 2   | 3   | 4   | 5   | 6   | 7   | 8   |
| 19  | 9   | 10  | 11  | 12  | 13  | 14  | 15  |
| 20  | 16  | 17  | 18  | 19  | 20  | 21  | 22  |
| 21  | 23  | 24  | 25  | 26  | 27  | 28  | 29  |
| 22  | 30  | 31  |     |     |     |     |     |

| Juni | Juni | Juni | Juni | Juni | Juni | Juni | Juni |
| Kw   | Mo   | Di   | Mi   | Do   | Fr   | Sa   | So   |
| ---- | ---- | ---- | ---- | ---- | ---- | ---- | ---- |
| 22   |      |      | 1    | 2    | 3    | 4    | 5    |
| 23   | 6    | 7    | 8    | 9    | 10   | 11   | 12   |
| 24   | 13   | 14   | 15   | 16   | 17   | 18   | 19   |
| 25   | 20   | 21   | 22   | 23   | 24   | 25   | 26   |
| 26   | 27   | 28   | 29   | 30   |      |      |      |

| Juli | Juli | Juli | Juli | Juli | Juli | Juli | Juli |
| Kw   | Mo   | Di   | Mi   | Do   | Fr   | Sa   | So   |
| ---- | ---- | ---- | ---- | ---- | ---- | ---- | ---- |
| 26   |      |      |      |      | 1    | 2    | 3    |
| 27   | 4    | 5    | 6    | 7    | 8    | 9    | 10   |
| 28   | 11   | 12   | 13   | 14   | 15   | 16   | 17   |
| 29   | 18   | 19   | 20   | 21   | 22   | 23   | 24   |
| 30   | 25   | 26   | 27   | 28   | 29   | 30   | 31   |

| August | August | August | August | August | August | August | August |
| Kw     | Mo     | Di     | Mi     | Do     | Fr     | Sa     | So     |
| ------ | ------ | ------ | ------ | ------ | ------ | ------ | ------ |
| 31     | 1      | 2      | 3      | 4      | 5      | 6      | 7      |
| 32     | 8      | 9      | 10     | 11     | 12     | 13     | 14     |
| 33     | 15     | 16     | 17     | 18     | 19     | 20     | 21     |
| 34     | 22     | 23     | 24     | 25     | 26     | 27     | 28     |
| 35     | 29     | 30     | 31     |        |        |        |        |

| September | September | September | September | September | September | September | September |
| Kw        | Mo        | Di        | Mi        | Do        | Fr        | Sa        | So        |
| --------- | --------- | --------- | --------- | --------- | --------- | --------- | --------- |
| 35        |           |           |           | 1         | 2         | 3         | 4         |
| 36        | 5         | 6         | 7         | 8         | 9         | 10        | 11        |
| 37        | 12        | 13        | 14        | 15        | 16        | 17        | 18        |
| 38        | 19        | 20        | 21        | 22        | 23        | 24        | 25        |
| 39        | 26        | 27        | 28        | 29        | 30        |           |           |

| Oktober | Oktober | Oktober | Oktober | Oktober | Oktober | Oktober | Oktober |
| Kw      | Mo      | Di      | Mi      | Do      | Fr      | Sa      | So      |
| ------- | ------- | ------- | ------- | ------- | ------- | ------- | ------- |
| 39      |         |         |         |         |         | 1       | 2       |
| 40      | 3       | 4       | 5       | 6       | 7       | 8       | 9       |
| 41      | 10      | 11      | 12      | 13      | 14      | 15      | 16      |
| 42      | 17      | 18      | 19      | 20      | 21      | 22      | 23      |
| 43      | 24      | 25      | 26      | 27      | 28      | 29      | 30      |
| 44      | 31      |         |         |         |         |         |         |

| November | November | November | November | November | November | November | November |
| Kw       | Mo       | Di       | Mi       | Do       | Fr       | Sa       | So       |
| -------- | -------- | -------- | -------- | -------- | -------- | -------- | -------- |
| 44       |          | 1        | 2        | 3        | 4        | 5        | 6        |
| 45       | 7        | 8        | 9        | 10       | 11       | 12       | 13       |
| 46       | 14       | 15       | 16       | 17       | 18       | 19       | 20       |
| 47       | 21       | 22       | 23       | 24       | 25       | 26       | 27       |
| 48       | 28       | 29       | 30       |          |          |          |          |

| Dezember | Dezember | Dezember | Dezember | Dezember | Dezember | Dezember | Dezember |
| Kw       | Mo       | Di       | Mi       | Do       | Fr       | Sa       | So       |
| -------- | -------- | -------- | -------- | -------- | -------- | -------- | -------- |
| 48       |          |          |          | 1        | 2        | 3        | 4        |
| 49       | 5        | 6        | 7        | 8        | 9        | 10       | 11       |
| 50       | 12       | 13       | 14       | 15       | 16       | 17       | 18       |
| 51       | 19       | 20       | 21       | 22       | 23       | 24       | 25       |
| 52       | 26       | 27       | 28       | 29       | 30       | 31       |          |

| Januar | Januar | Januar | Januar | Januar | Januar | Januar | Januar |
| Kw     | Mo     | Di     | Mi     | Do     | Fr     | Sa     | So     |
| ------ | ------ | ------ | ------ | ------ | ------ | ------ | ------ |
| 52     |        |        |        |        |        | 1      | 2      |
| 1      | 3      | 4      | 5      | 6      | 7      | 8      | 9      |
| 2      | 10     | 11     | 12     | 13     | 14     | 15     | 16     |
| 3      | 17     | 18     | 19     | 20     | 21     | 22     | 23     |
| 4      | 24     | 25     | 26     | 27     | 28     | 29     | 30     |
| 5      | 31     |        |        |        |        |        |        |

| Februar | Februar | Februar | Februar | Februar | Februar | Februar | Februar |
| Kw      | Mo      | Di      | Mi      | Do      | Fr      | Sa      | So      |
| ------- | ------- | ------- | ------- | ------- | ------- | ------- | ------- |
| 5       |         | 1       | 2       | 3       | 4       | 5       | 6       |
| 6       | 7       | 8       | 9       | 10      | 11      | 12      | 13      |
| 7       | 14      | 15      | 16      | 17      | 18      | 19      | 20      |
| 8       | 21      | 22      | 23      | 24      | 25      | 26      | 27      |
| 9       | 28      |         |         |         |         |         |         |

| März | März | März | März | März | März | März | März |
| Kw   | Mo   | Di   | Mi   | Do   | Fr   | Sa   | So   |
| ---- | ---- | ---- | ---- | ---- | ---- | ---- | ---- |
| 9    |      | 1    | 2    | 3    | 4    | 5    | 6    |
| 10   | 7    | 8    | 9    | 10   | 11   | 12   | 13   |
| 11   | 14   | 15   | 16   | 17   | 18   | 19   | 20   |
| 12   | 21   | 22   | 23   | 24   | 25   | 26   | 27   |
| 13   | 28   | 29   | 30   | 31   |      |      |      |

| April | April | April | April | April | April | April | April |
| Kw    | Mo    | Di    | Mi    | Do    | Fr    | Sa    | So    |
| ----- | ----- | ----- | ----- | ----- | ----- | ----- | ----- |
| 13    |       |       |       |       | 1     | 2     | 3     |
| 14    | 4     | 5     | 6     | 7     | 8     | 9     | 10    |
| 15    | 11    | 12    | 13    | 14    | 15    | 16    | 17    |
| 16    | 18    | 19    | 20    | 21    | 22    | 23    | 24    |
| 17    | 25    | 26    | 27    | 28    | 29    | 30    |       |

| Mai | Mai | Mai | Mai | Mai | Mai | Mai | Mai |
| Kw  | Mo  | Di  | Mi  | Do  | Fr  | Sa  | So  |
| --- | --- | --- | --- | --- | --- | --- | --- |
| 17  |     |     |     |     |     |     | 1   |
| 18  | 2   | 3   | 4   | 5   | 6   | 7   | 8   |
| 19  | 9   | 10  | 11  | 12  | 13  | 14  | 15  |
| 20  | 16  | 17  | 18  | 19  | 20  | 21  | 22  |
| 21  | 23  | 24  | 25  | 26  | 27  | 28  | 29  |
| 22  | 30  | 31  |     |     |     |     |     |

| Juni | Juni | Juni | Juni | Juni | Juni | Juni | Juni |
| Kw   | Mo   | Di   | Mi   | Do   | Fr   | Sa   | So   |
| ---- | ---- | ---- | ---- | ---- | ---- | ---- | ---- |
| 22   |      |      | 1    | 2    | 3    | 4    | 5    |
| 23   | 6    | 7    | 8    | 9    | 10   | 11   | 12   |
| 24   | 13   | 14   | 15   | 16   | 17   | 18   | 19   |
| 25   | 20   | 21   | 22   | 23   | 24   | 25   | 26   |
| 26   | 27   | 28   | 29   | 30   |      |      |      |

| Juli | Juli | Juli | Juli | Juli | Juli | Juli | Juli |
| Kw   | Mo   | Di   | Mi   | Do   | Fr   | Sa   | So   |
| ---- | ---- | ---- | ---- | ---- | ---- | ---- | ---- |
| 26   |      |      |      |      | 1    | 2    | 3    |
| 27   | 4    | 5    | 6    | 7    | 8    | 9    | 10   |
| 28   | 11   | 12   | 13   | 14   | 15   | 16   | 17   |
| 29   | 18   | 19   | 20   | 21   | 22   | 23   | 24   |
| 30   | 25   | 26   | 27   | 28   | 29   | 30   | 31   |

| August | August | August | August | August | August | August | August |
| Kw     | Mo     | Di     | Mi     | Do     | Fr     | Sa     | So     |
| ------ | ------ | ------ | ------ | ------ | ------ | ------ | ------ |
| 31     | 1      | 2      | 3      | 4      | 5      | 6      | 7      |
| 32     | 8      | 9      | 10     | 11     | 12     | 13     | 14     |
| 33     | 15     | 16     | 17     | 18     | 19     | 20     | 21     |
| 34     | 22     | 23     | 24     | 25     | 26     | 27     | 28     |
| 35     | 29     | 30     | 31     |        |        |        |        |

| September | September | September | September | September | September | September | September |
| Kw        | Mo        | Di        | Mi        | Do        | Fr        | Sa        | So        |
| --------- | --------- | --------- | --------- | --------- | --------- | --------- | --------- |
| 35        |           |           |           | 1         | 2         | 3         | 4         |
| 36        | 5         | 6         | 7         | 8         | 9         | 10        | 11        |
| 37        | 12        | 13        | 14        | 15        | 16        | 17        | 18        |
| 38        | 19        | 20        | 21        | 22        | 23        | 24        | 25        |
| 39        | 26        | 27        | 28        | 29        | 30        |           |           |

| Oktober | Oktober | Oktober | Oktober | Oktober | Oktober | Oktober | Oktober |
| Kw      | Mo      | Di      | Mi      | Do      | Fr      | Sa      | So      |
| ------- | ------- | ------- | ------- | ------- | ------- | ------- | ------- |
| 39      |         |         |         |         |         | 1       | 2       |
| 40      | 3       | 4       | 5       | 6       | 7       | 8       | 9       |
| 41      | 10      | 11      | 12      | 13      | 14      | 15      | 16      |
| 42      | 17      | 18      | 19      | 20      | 21      | 22      | 23      |
| 43      | 24      | 25      | 26      | 27      | 28      | 29      | 30      |
| 44      | 31      |         |         |         |         |         |         |

| November | November | November | November | November | November | November | November |
| Kw       | Mo       | Di       | Mi       | Do       | Fr       | Sa       | So       |
| -------- | -------- | -------- | -------- | -------- | -------- | -------- | -------- |
| 44       |          | 1        | 2        | 3        | 4        | 5        | 6        |
| 45       | 7        | 8        | 9        | 10       | 11       | 12       | 13       |
| 46       | 14       | 15       | 16       | 17       | 18       | 19       | 20       |
| 47       | 21       | 22       | 23       | 24       | 25       | 26       | 27       |
| 48       | 28       | 29       | 30       |          |          |          |          |

| Dezember | Dezember | Dezember | Dezember | Dezember | Dezember | Dezember | Dezember |
| Kw       | Mo       | Di       | Mi       | Do       | Fr       | Sa       | So       |
| -------- | -------- | -------- | -------- | -------- | -------- | -------- | -------- |
| 48       |          |          |          | 1        | 2        | 3        | 4        |
| 49       | 5        | 6        | 7        | 8        | 9        | 10       | 11       |
| 50       | 12       | 13       | 14       | 15       | 16       | 17       | 18       |
| 51       | 19       | 20       | 21       | 22       | 23       | 24       | 25       |
| 52       | 26       | 27       | 28       | 29       | 30       | 31       |          |

## Ereignisse

### Politik und Weltgeschehen

#### Europa
- 9. Oktober: Kasimir III., König von Polen aus der Dynastie der kujawischen Piasten, erlässt anlässlich seiner Thronbesteigung das Statut von Wiślica zur Herstellung einer staatlichen Einheit für Kleinpolen. Gründe für den Erlass des Statuts sind die Schaffung eines allgemein verbindlichen Rechtsrahmens, die Stärkung der Rechte des Bauernstands und der Juden, die vor allem mit ihren Kreditgeschäften und den von ihnen geleiteten Münzstätten für die Entwicklung des Handels von großer Bedeutung sind. Das Statut macht Polen für Jahrhunderte zum Zufluchtsort für Juden vor europaweiten Verfolgungen.

Wappen von Papst Benedikt XII.

- 13. bis 20. Dezember: Jacques Fournier, der als Inquisitor unter anderem als Gutachter im Eckhart-Prozess tätig gewesen ist, wird nach einwöchigen Beratungen vom Konklave als Nachfolger des am 4. Dezember gestorbenen Johannes XXII. zum Papst gewählt und nimmt den Namen Benedikt XII. an. Der zweite Avignonesische Papst wird wie sein Vorgänger Ludwig den Bayern nicht als König anerkennen und in Avignon einen Papstpalast bauen lassen. Im Gegensatz zu seinen Vorgängern bekämpft er jedoch den Nepotismus in der Kirche und reduziert die Kriegsausgaben von 64 % auf 6 % des päpstlichen Budgets.
- Das Amt Rudolstadt wird von den Grafen von Schwarzburg-Blankenburg aus dem Besitz der Grafen von Orlamünde erworben.

#### Stadtrechte und urkundliche Ersterwähnungen
- Hettstedt und Heubach erhalten die Stadtrechte.
- Der Georgenberg in Micheldorf/Oberösterreich wird als St. Jörgerberg erstmals urkundlich erwähnt. Die Streuung der archäologischen Funde beträgt etwa 1800 Jahre.
- Schwechat wird als Markt erstmals urkundlich erwähnt.
- Erste urkundliche Erwähnung von Bauen, Dörnach und Tscheppach

### Wissenschaft und Technik

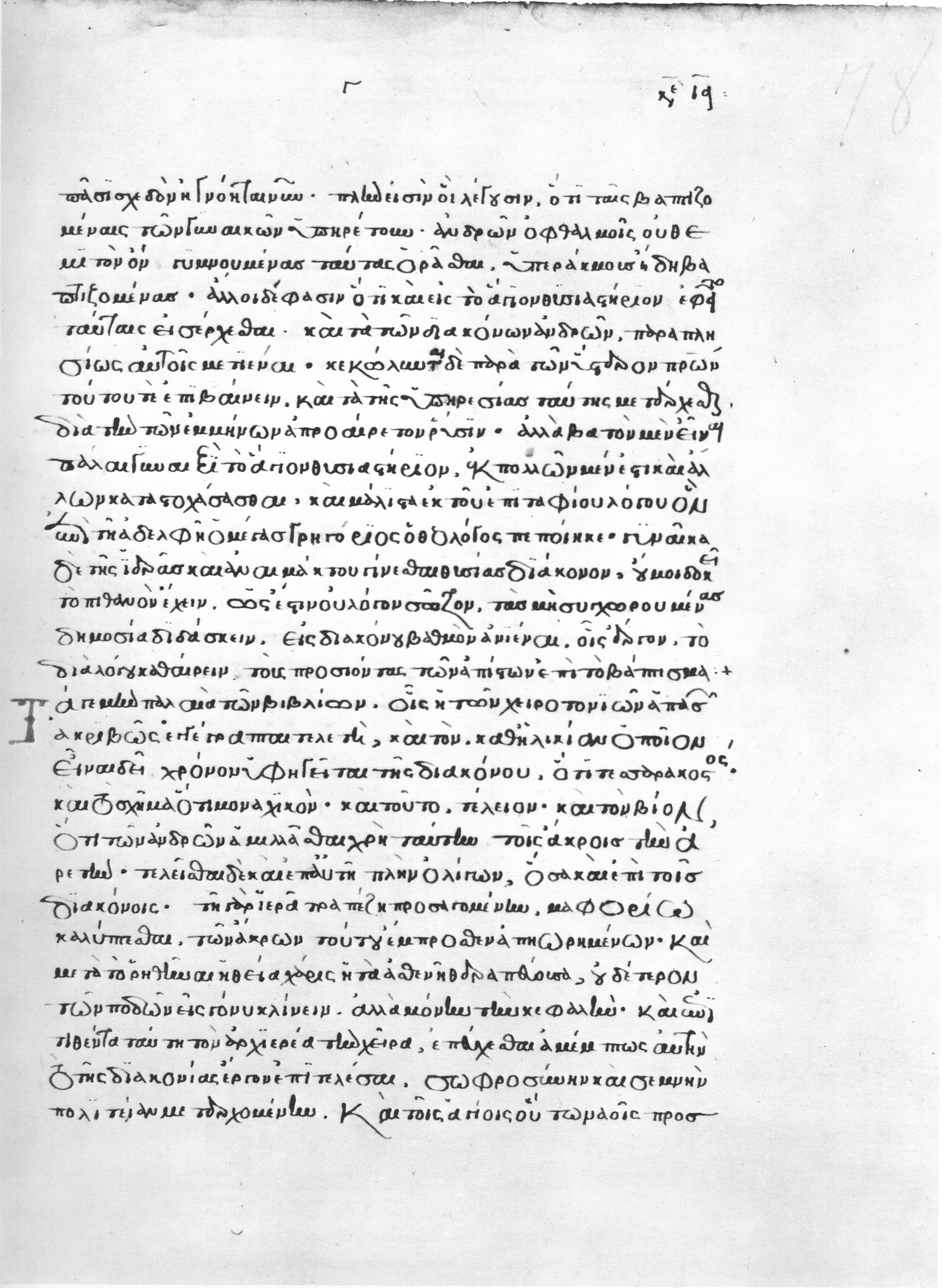
Matthaios Blastares, Syntagma kata stoicheion in der 1368/1369 geschriebenen Handschrift

- Der Kanonist und Theologe Matthaios Blastares beginnt in Thessaloniki, wo er als Hieromonachos im Kyr-Isaak-Kloster lebt, mit der Arbeit an seinem Hauptwerk, der spätbyzantinischen Rechtssammlung Syntagma kata stoicheion. Der Schwerpunkt des Werkes liegt auf dem Kirchenrecht, das durch Paraphrasen von Kanones der Synoden und Kirchenväter ziemlich vollständig dargestellt ist.
- Das Collège des Lombards, eine der Schulen der Universität Paris, wird von André Ghini, Bischof von Arras, für elf Stipendiaten aus Italien gegründet.
- Konrad von Megenberg erhält nach dem Abschluss seines Studiums der Artes liberales einen Lehrstuhl an der Universität von Paris.

### Kultur

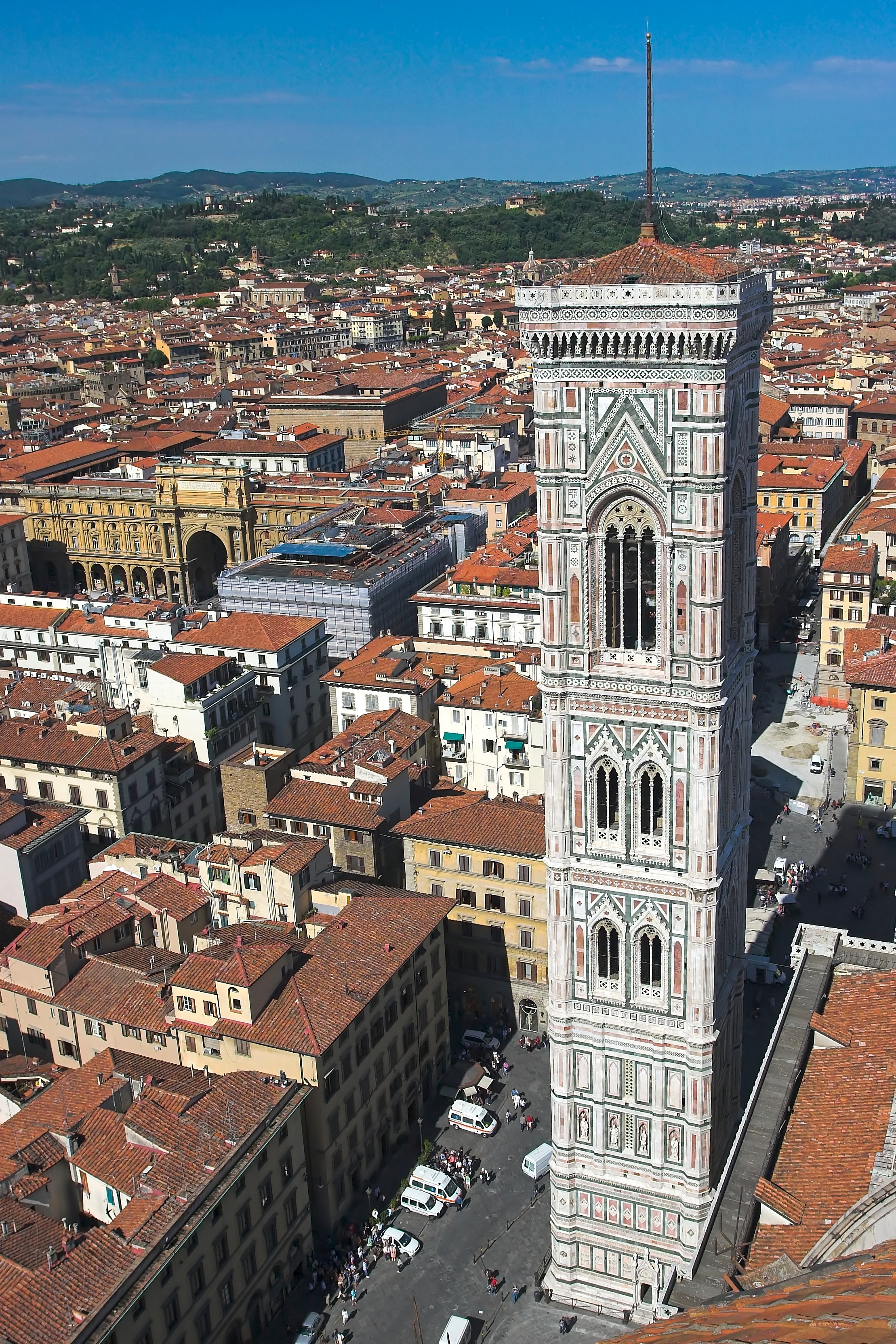
Der von Giotto und seinen Nachfolgern gestaltete Campanile in Florenz

- Giotto di Bondone wird mehr als zwei Jahrzehnte nach dem Tod seines Vorgängers Arnolfo di Cambio leitender Baumeister des Doms in Florenz. Wegen seines hohen Alters richtet er sein Hauptaugenmerk auf den Bau eines mehr als 110 Meter hohen Campanile, dessen Fertigstellung noch zu seinen Lebzeiten möglich scheint.

Das Schwarzhäupterhaus am Rathausplatz nach seiner originalgetreuen Rekonstruktion

- Das Schwarzhäupterhaus in Riga wird als das Neue Haus der Großen Gilde erstmals in einer Urkunde erwähnt. Es dient sowohl den Kaufleuten als auch der vorwiegend deutschen Bürgerschaft Rigas für Zusammenkünfte und entspricht den in anderen Städten zur damaligen Zeit errichteten Artushöfen. Das im gotischen Stil errichtete Haus entspricht mit seinem steilen Giebeldach, dessen First die Höhe von 27 Metern erreicht, einem mittelalterlichen Wohnhaus.

### Gesellschaft
- Burchard Grelle, Erzbischof des Erzbistums Bremen, verbietet den Händlern und Schaustellern des Volksfests am Hamburger Mariendom die Anwesenheit im Dom.

### Religion
- Mai: Papst Johannes XXII. führt das Trinitatisfest im Calendarium Romanum Generale ein.
- 6. Dezember: Der Kölner Erzbischof Walram von Jülich stellt die Stiftungsurkunde für die Kölner Kartause aus.
- Der Franziskaner und Ordenschronist Angelus Clarenus muss vor den Verfolgungen durch die Inquisition aus der Benediktinerabtei Subiaco erneut fliehen und sucht in einer süditalienischen Eremitengemeinschaft Zuflucht.
- Der Generalminister der Franziskaner, Michael von Cesena, der sich bei König Ludwig IV. im Exil in München aufhält, nachdem er Papst Johannes XXII. Häresie vorgeworfen hat und in Abwesenheit zu lebenslanger Haft verurteilt worden ist, fordert in einer Appellation ein dem Papst übergeordnetes Konzil, das die Kontroverse zwischen Ludwig und dem Papst schlichten soll.

### Katastrophen
- 23. November: An der Nordsee tobt die schwere Clemensflut. Die Dörfer Arngast und Jadelee gehen an der Küste unter und der Jadebusen wird stark erweitert.

## Geboren

### Geburtsdatum gesichert
- 4. Januar: Amadeus VI., Graf von Savoyen († 1383)
- 13. Januar: Heinrich II., König von Kastilien und León († 1379)
- 25. Mai: Sukō, japanischer Kaiser des Nordhofes († 1398)
- 30. August: Peter I., König von Kastilien († 1369)

### Genaues Geburtsdatum unbekannt
- Jacques de Guyse, Franziskaner und Geschichtsschreiber († 1399)
- Jakob I., König von Zypern († 1398)
- Kunigunde von Sayn, deutsche Adelige und Gräfin zu Westerburg († 1383)
- Luigi II. Gonzaga, Graf von Mantua († 1382)
- an-Nasir al-Hasan, Sultan von Ägypten († 1361)
- Ala’a ad-Din Kudschuk, Sultan der Mamluken († 1345)
- María de Padilla, Mätresse Peters I. von Kastilien und León († 1361)
- Hayam Wuruk, König des Majapahit-Reiches († 1389)

## Gestorben

### Todesdatum gesichert
- 14. Januar: Nikolaus von Stralendorf, Domherr zu Lübeck und zu Schwerin
- 17. Januar: John of Brittany, Earl of Richmond (* 1266)
- 23. Februar: Margaret de Fiennes, anglo-französische Adlige (* 1268)
- 28. März: Rudolf III. von Montfort, Bischof von Chur und Konstanz (* um 1270)
- 9. April: Heinrich Wogenap, Bischof von Ermland
- 7. Juni: Emich I. Graf von Nassau-Hadamar
- 23. August: Syrgiannes Palaiologos, byzantinischer Aristokrat und Feldherr (* um 1290)
- 10. September: Durandus von St. Pourçain, Bischof vom Limoux (* um 1270)
- 25. September: Philipp I., Herr von Piemont und Fürst von Achaia (* 1278)
- 30. Oktober: Wocho, Bischof von Seckau
- 23. November: Ulrich I., Landgraf von Leuchtenberg (* 1293)
- 27. November: Agnes von Brandenburg, Markgräfin von Brandenburg und Herzogin zu Braunschweig und Lüneburg (* 1298)
- 4. Dezember: Isabel le Despenser, englische Adelige (* um 1290)
- 4. Dezember: Johannes XXII., Papst der römisch-katholischen Kirche (* um 1245)
- 14. Dezember: Otto IV., Herzog von Niederbayern-Landshut (* 1307)

### Genaues Todesdatum unbekannt
- Februar: Ulrich I., Abt von St. Blasien
- vor 1. März: James Audley, englischer Ritter (* vor 1289)
- Safi ad-Din Ardabili, persischer Geistlicher (* 1252)
- Haukr Erlendsson, isländischer Jurist
- Henry Cliffe, englischer Kleriker (* um 1280)
- Johann III., Graf von Gützkow
- Johannes I., Abt von Münsterschwarzach
- Saen Phu, König des Reiches Lan Na in Nord-Thailand
- Tarmaschirin, Khan der Tschgatai-Mongolen